# Parc national de Fuji-Hakone-Izu
Le parc national de Fuji-Hakone-Izu (富士箱根伊豆国立公園, Fuji-Hakone-Izu kokuritsu kōen) est un parc national japonais se situant dans les préfectures de Yamanashi, Shizuoka, Kanagawa et Tokyo. Le parc se compose du mont Fuji, les cinq lacs de Fuji, Hakone, la péninsule d'Izu et l'archipel d'Izu. Les villes voisines incluent Odawara, Fuji, et Numazu.

## Fondation
Le parc national a été fondé le 2 février 1936 sous nom de « parc national de Fuji-Hakone ». C'est un des quatre premiers parcs nationaux établis au Japon. En 1950, l'archipel d'Izu a été ajouté au parc, et le nom de ce dernier a été modifié pour devenir ce qu'il est aujourd'hui.

## Aires du parc national
Le parc n'est pas focalisé sur un lieu particulier mais est plutôt un ensemble de sites touristiques répartis dans la région. Le point le plus au sud du parc, l'île de Hachijō, est à plusieurs centaines de kilomètres du mont Fuji. Le parc inclut des structures géographiques variées parmi lesquelles des sources chaudes, des régions côtières, des montagnes et plus de mille îles volcaniques.
Du fait de sa proximité avec la métropole de Tokyo et de la facilité des transports, c'est le parc national le plus visité du Japon.
Le parc national de Fuji-Hakone-Izu est divisé en quatre grande aires :
- aire du mont Fuji : mont Fuji, chutes de Shiraito, cinq lacs de Fuji, Aokigahara, lac Tanuki ;
- aire de Hakone : ancienne route du Tōkaidō, jardin botanique de Hakone, lac Ashi, grande vallée bouillante ;
- péninsule d'Izu : mont Amagi, onsen (sources chaudes) d'Atami, jardin tropical et d'alligators d'Atagawa, côte de Jogasaki ;
- archipel d'Izu : Izu ō-shima, To-shima, Nii-jima, Shikine-jima, Kōzu-shima, Miyake-jima, Mikura-jima, Hachijō-jima.

## Faune
Le parc national de Fuji-Hakone-Izu est connu pour abriter de rares espèces de lézards, en particulier le lézard Takydromus tachydromoides. Dans la partie nord du parc se trouve le palais des lézards où le cycle de vie de cet animal est présenté au public. Une polémique fut d'ailleurs déclenchée par le parti politique Niji to midori, qui accusa les responsables du parc de maltraiter ces animaux.